# Baccaurea ramiflora
Giâu gia đất hay còn gọi dâu tiên, dâu thiên (danh pháp khoa học: Baccaurea ramiflora) là một loài thực vật có hoa trong họ Diệp hạ châu. Loài này được João de Loureiro mô tả khoa học đầu tiên năm 1790.